# Tanchon
Tanchon hay Tanch'ŏn là một thành phố ở đông bắc tỉnh Hamgyong Nam, Cộng hòa Dân chủ Nhân dân Triều Tiên. Dân số thành phố xấp xỉ 360.000 người. Thành phố khá giàu tài nguyên khoáng sản như coban, magnesite, và quặng sắt. Thành phố được biết đến với ngành hóa chất. Tanchon giáp với biển Nhật Bản và có sông Namdae chảy qua. Thành phố nằm trên đường tàu Hamyong, kết nối Chongjin và Hamhung.